# Nuevo Jomté
Nuevo Jomté är en ort i Mexiko.   Den ligger i kommunen San Vicente Tancuayalab och delstaten San Luis Potosí, i den centrala delen av landet, 280 km norr om huvudstaden Mexico City. Nuevo Jomté ligger 46 meter över havet och antalet invånare är 275.
Terrängen runt Nuevo Jomté är platt. Runt Nuevo Jomté är det ganska glesbefolkat, med 29 invånare per kvadratkilometer. Närmaste större samhälle är El Higo, 17,7 km sydost om Nuevo Jomté. Trakten runt Nuevo Jomté består till största delen av jordbruksmark.